# 西村直己
西村 直己（にしむら なおみ、1905年10月8日 - 1980年7月28日）は、日本の内務官僚、政治家。衆議院議員。

## 来歴・人物
東京府出身。東京府立第四中学校、第一高等学校文科甲類、1929年東京帝国大学政治学科卒業後、内務省に入省。静岡県警察部長、鈴木貫太郎内閣総理大臣秘書官、警視庁保安部長、同警務部長、官選の高知県知事、内事局第二局長、内務省調査局長などを経て、1949年の衆議院議員選挙に静岡1区（中選挙区）から出馬し初当選。連続10回当選。衆議院建設委員会委員長、予算委員会委員長を経て1960年第2次池田内閣の防衛庁長官として初入閣。
自由民主党政務調査会長、農林大臣など要職を歴任した後、1971年に全日空機雫石衝突事故で増原惠吉防衛庁長官が引責辞任した後を受けて入閣したが、記者会見で「国連は田舎の信用組合みたいなもの」「中共が国連入ってくればますます悪くなるかもしれない」「モルジブは土人国だ。あんなのだって票を持っている。」と発言したため「国連軽視・発展途上国蔑視」との批判を浴び、辞任に追い込まれた。
1976年政界引退。1980年7月、心筋梗塞で死去、享年74。墓所は多磨霊園。

## 著書
- 『モスクワの異風客』産業経済新聞社 1954年。